# Hellraiser (album de Krokus)
Albums de Krokus
Rock The Block
(2004) Hoodoo
(2010)
Singles
1. Angel of My Dream
Sortie : 2006

Hellraiser est le quinzième album studio du groupe de hard rock suisse, Krokus. Il sort le 15 septembre 2006 sur le label AFM Records et est produit par Dennis Ward et Marc Storace.

## Historique
En 2005, Fernando Von Arb annonce au groupe qu'il cède sa place, ses problèmes de tendinite au poignet risquant de ralentir la progression de celui-ci. Il sera remplacé par Mandy Meyer (ex  Cobra, Asia) qui avait quitté l'autre grand groupe de hard rock suisse Gotthard en 2004. Ce dernier avait déjà joué avec Krokus en 1981 - 1982  en remplacement de Tommy Kiefer lors des tournées de promotion de l'album Hardware. Autre changement, le batteur Patrick Aeby est remplacé par Stefan Schwarzmann (ex -Helloween, U.D.O. & Accept).
L'album sera enregistré en Allemagne dans les studios '"House of Audio" à Winterbach et en Suisse dans les studios "Digital Arts Studio" à Bâle. Dennis Ward (bassiste du groupe allemand Pink Cream 69) se chargea de la production en compagnie de Marc Storace. La chanson  Hellraiser fera partie de la B.O. du film "Handy Man" réalisé par Jürg Ebe et dans lequel un certain Chris Von Rohr a un petit rôle.
Il se classa directement à la deuxième place des charts suisse, pays où il sera aussi certifié disque d'or. Il est l'unique album du groupe dans lequel ne joue pas Frenando Von Arb depuis l'album To You All (1977). Trente ans le sépare du tout premier album de Krokus.
Le groupe tourna intensément pour promouvoir cet album jusqu'en 2008, plus précisément jusqu'au 2 février 2008 où cette formation du groupe donna son dernier concert à In-Nadur sur l'ile de Gozo (Malte). En avril 2008 Krokus annonce sa reformation dans la composition qui a fait son succès, Storace, Von Rohr, Von Rohr, Kohler et Steady.

## Liste des titres
| No  | Titre               | Auteur                   | Durée |
| --- | ------------------- | ------------------------ | ----- |
| 1.  | Hellraiser          | Marc Storace             | 3:37  |
| 2.  | To Wired To Sleep   | Storace, Tony Castell    | 2:44  |
| 3.  | Hangman             | Storace, Dominique Favez | 4:06  |
| 4.  | Angel of My Dreams  | Storace, Castell         | 3:47  |
| 5.  | Fight On            | Storace, Mandy Meyer     | 5:02  |
| 6.  | So Long             | Storace, Meyer           | 4:30  |
| 7.  | Spirit of the Night | Storace, Meyer           | 4:01  |
| 8.  | Midnite Fantasy     | Storace                  | 4:10  |
| 9.  | No Risk, No Gain    | Storace, Favez           | 3:52  |
| 10. | Turnin' Inside Out  | Storace, Meyer           | 3:51  |
| 11. | Take My Love        | Storace, Favez           | 4:57  |
| 12. | Justice             | Storace, Charly Preissel | 3:46  |
| 13. | Love Will Survive   | Storace, Favez, Castell  | 3:37  |
| 14. | Rocks Off!          | Storace, Castell         | 3:54  |

Titre bonus et vidéos sur la version digipack
| No  | Titre                 | Auteur | Durée |
| --- | --------------------- | ------ | ----- |
| 15. | Walking in the Spirit |        | 2:38  |

- Vidéo 1: Hellraiser (enregistré en public en 2006 au festival Open-Air in Hoch-Ybrig)
- Vidéo 2: Rock City (enregistré en public en 2006 au festival Open-Air in Hoch-Ybrig)

## Musiciens
- Marc Storace: chant
- Mandy Meyer: lead guitare, guitares
- Dominique Favez: guitare rythmique
- Tony Castell: basse
- Stefan Schwarzmann: batterie, percussions

Musicien additionnel
- Dennis Ward: claviers

## Chart et certification
| Pays   | Durée du classement | Meilleur classement |
| ------ | ------------------- | ------------------- |
| Suisse | 9 semaines          | 2e                  |

| Pays   | Certification | Ventes   | Date |
| ------ | ------------- | -------- | ---- |
| Suisse | Or            | 25 000 + | 2006 |